# Neder-Lausitzs voetbalkampioenschap 1906/07
In 1906/07 werd het vierde Neder-Lausitzs voetbalkampioenschap gespeeld. Het was de eerste keer dat dit georganiseerd werd door de Zuidoost-Duitse voetbalbond nadat de Neder-Lausitzse voetbalbond ontbonden werd. Na de heenronde trok Vorwärts Forst zich terug uit de competitie.
Britannia Cottbus werd kampioen en plaatste zich voor de Zuidoost-Duitse eindronde. De club won eerst van ATV Liegnitz en verloor in de finale van SC Schlesien Breslau.

## 1. Klasse
| Plaats | Club                        | Wed. | W | G | V | Saldo | Ptn  |
| ------ | --------------------------- | ---- | - | - | - | ----- | ---- |
| 1.     | TuFC Britannia Cottbus      | 9    | 7 | 2 | 0 | 14:6  | 16:2 |
| 2.     | FV Brandenburg 1899 Cottbus | 9    | 7 | 1 | 1 | 21:6  | 15:3 |
| 3.     | FC Askania Forst            | 9    | 5 | 0 | 4 | 9:12  | 10:8 |
| 4.     | FC Viktoria Forst           | 9    | 3 | 0 | 6 | 12:11 | 6:12 |
| 5.     | SC Alemannia Cottbus        | 9    | 1 | 1 | 7 | 5:13  | 3:15 |
| 6.     | SC Vorwärts 02 Forst (1)    | 5    | 0 | 0 | 5 | 2:15  | 0:10 |

(1): SC Vorwärts Forst werd na de heenronde uitgesloten omdat de club twee keer niet kwam opdagen, vermoedelijk werd de club ontbonden. 
|  | Kampioen   |
|  | Degradatie |

## 2. Klasse
| Plaats | Club                           | Wed.                              | W                                 | G                                 | V                                 | Saldo                             | Ptn                               |
| ------ | ------------------------------ | --------------------------------- | --------------------------------- | --------------------------------- | --------------------------------- | --------------------------------- | --------------------------------- |
| 1.     | FC Hohenzollern 1901 Forst     | 10                                | 8                                 | 1                                 | 1                                 | 03:03                             | 17:03                             |
| 2.     | SC Viktoria Cottbus            | 5                                 | 4                                 | 1                                 | 0                                 | 22:04                             | 09:01                             |
| 3.     | FV Brandenburg 1899 Cottbus II | 3                                 | 2                                 | 0                                 | 1                                 | 07:05                             | 04:02                             |
| 4.     | FC Deutschland Forst           | 2                                 | 1                                 | 0                                 | 1                                 | 05:09                             | 02:02                             |
| 5.     | SC Union Cottbus               | 2                                 | 0                                 | 0                                 | 2                                 | 01:04                             | 00:04                             |
| 6.     | SC Preußen 1906 Cottbus        | 3                                 | 0                                 | 0                                 | 3                                 | 01:14                             | 00:06                             |
| 7.     | FC Amicitia Forst              | Teruggetrokken voor seizoensstart | Teruggetrokken voor seizoensstart | Teruggetrokken voor seizoensstart | Teruggetrokken voor seizoensstart | Teruggetrokken voor seizoensstart | Teruggetrokken voor seizoensstart |

|  | Promotie naar de 1. Klasse |
|  | Degradatie                 |